# Paolo Maldini
Pour les articles homonymes, voir Paolo.
Paolo Maldini, né le 26 juin 1968 à Milan en Italie, est un ancien footballeur international italien qui a effectué l'intégralité de sa carrière à l'AC Milan au poste de défenseur.
Paolo Maldini possède l'un des plus beaux palmarès en club de l'histoire du football (Ligue des champions, Coupe du monde des clubs, Supercoupe de l'UEFA). Il est considéré comme l'un des meilleurs défenseurs de l’histoire du football aux côtés de Franco Baresi, Franz Beckenbauer et Bobby Moore. Nommé au FIFA 100, il fait également partie de l'équipe du XXe siècle.
Réputé pour son fair-play, il a passé l'intégralité de sa carrière longue de vingt-cinq ans au sein d'un seul club, le Milan AC, avec lequel il a remporté entre autres cinq Ligues des Champions, sept « Scudetti » (titres de champion d'Italie). Avec la sélection italienne, il a été finaliste de la Coupe du monde 1994 et de l'Euro 2000. Le long de sa carrière, il n’a récolté que 106 cartons jaunes et 3 cartons rouges. 
Il est le fils de l'emblématique Cesare Maldini, ancien footballeur professionnel et sélectionneur de l'équipe d'Italie, mort en 2016. La famille Maldini est la seule, avec les familles Sanchís et Busquets, dont le père et le fils ont remporté la Ligue des champions (ou son ancêtre la Coupe d'Europe des clubs champions), qui plus est avec le même club et en tant que capitaine.
En 2015, il participe à la création du Miami FC, nouvelle franchise du Championnat NASL, en prenant part au capital du club.
De 2019 à 2023, il est directeur technique du Milan AC.

## Biographie

### Carrière
À l'âge de dix ans, son père lui donne le choix entre l'Inter et le Milan AC : Paolo Maldini choisit ce dernier club. La légende raconte que, lors des essais, Nereo Rocco serait allé chercher une licence en courant tant il fut impressionné par le jeune fils de Cesare. Dès son plus jeune âge, il démontre un grand potentiel, gravit tous les échelons dès la Primavera (équipe de jeunes), et fait taire tous ceux qui le désignaient comme présent uniquement grâce au statut de son père.
Il est lancé par Nils Liedholm, ancien coéquipier de son père Cesare et légende du football mondial, le 20 janvier 1985 à l'âge de 16 ans et 208 jours dans un match de championnat contre l'Udinese Calcio. Il entre en jeu ce jour-là à la place de Sergio Battistini. Il devient titulaire dès la saison 1985-1986, ainsi qu'un des plus grands espoirs italiens. Il fête sa première sélection pour l'équipe nationale d'Italie le 31 mars 1988 en ex-Yougoslavie. De la Serie A à la Ligue des champions en passant par la Coupe intercontinentale, son palmarès et son expérience vont grandissants. Il détient un record d'invincibilité de 58 matchs sans défaite et de 929 minutes d'inviolabilité. La défense qu'il forme avec Baresi, Costacurta et Tassotti reste à ce jour l'une des meilleures que l'Europe ait connue.
Il est sélectionné en 1990 pour le mondial dans son pays. Il porte le numéro 7 et réalise de bonnes prestations mais l'Italie ne parvient pas à accéder à la finale, éliminée en demi-finale aux tirs au but par l'Argentine de Diego Maradona dans son antre de Naples. L'Italie termine 3e de la compétition en s'imposant face à l'Angleterre.
Il est cependant couronné de succès avec le Milan AC, 5 victoires en Ligue des champions, dont la fameuse finale remportée 4 buts à 0 face au FC Barcelone de Johan Cruyff appelée « la dream team ». À ce propos, Maldini déclare en mai 2009 que ce match fut le plus beau de l'histoire du Milan. 1 Supercoupe de l'UEFA, 3 championnats d'Italie ainsi qu'une Coupe intercontinentale.
Pendant cette période, il acquiert une notoriété immense dans le football international grâce à ses performances.
Il participe avec l'Italie à la Coupe du monde 1994 se déroulant aux États-Unis. L'Italie est battue par le Brésil en finale lors des tirs au but. Malgré un titre de champion d'Italie, le club milanais entre en déclin. Paolo Maldini, qui récupère par ailleurs le brassard de capitaine de Franco Baresi, est l'un des rares joueurs à avoir assuré son statut, réalisant de bonnes prestations. Mais lui seul ne suffit pas à faire gagner l'équipe et le Milan n'obtient pas les résultats escomptés. Dans le même temps, il contribue grandement à la qualification de la Squadra Azzurra, alors entraînée par son père, pour le mondial 1998. Durant ce mondial, après un début de tournoi difficile, l'équipe parvient à se hisser en quart de finale contre la France. Paolo Maldini y réalise son meilleur match, mettant en échec les attaquants de l'équipe de France. Mais, l'Italie est éliminée lors de la séance des tirs au but.
À Milan, et après une crise de 2 ans, l'équipe est reconstruite autour des cadres, Maldini, Costacurta et Albertini. Après une belle fin de saison, l'équipe remporte le titre de champion d'Italie.
Après l'Euro 2000 perdu en finale par un but en or, Paolo Maldini bat le record de Dino Zoff en sélection nationale avec 126 sélections à l'issue de la Coupe du monde 2002, quittant la sélection après l'échec italien face à la Corée du Sud. Il quitte donc la sélection italienne sans avoir gagné le moindre titre, et malchanceux car éliminé aux tirs au but de Coupe du monde à 3 reprises.
2003 marque un nouveau tournant dans la carrière de Maldini, le club remporte la Ligue des champions, la 4e de sa carrière à 40 ans d'intervalle jour pour jour de celle remportée par son père. Lors de la saison 2004, il glisse progressivement dans l'axe, associé à Nesta ou Kaladze.
En 2005, le Milan AC atteint une nouvelle fois la finale, face au club Anglais de Liverpool, mais perd cette fois-ci (3 à 3, 3 tirs au but à 2), Maldini a par ailleurs marqué le 1er but de la rencontre d'une reprise de volée pleine d'assurance au bout de 51 secondes de jeu : c'est le record du but le plus rapide marqué lors d'une finale de ligue des Champions.
C'est à l'issue de cette saison qu'il commence à envisager un départ à la retraite, se plaignant de douleurs récurrentes aux genoux.
Toutefois, il rempile tout de même d'année en année et soulève pour la 5e fois en 2007, la « coupe aux grandes oreilles ». Il reçoit cette année-là, et malgré ses 38 ans, le titre de meilleur défenseur européen de la saison.
Paradoxalement, le Milan AC semble ces années-là se concentrer uniquement sur la Ligue des Champions, le club ayant souvent montré quelques irrégularités en championnat, tout en étant omniprésent sur la scène européenne.
Alors qu'il avait prévu de raccrocher les crampons à l'issue de la saison 2007-2008, Maldini prolonge finalement d'une saison supplémentaire le 6 juin 2008.
Preuve du respect qu'il impose au public, les supporters intéristes pourtant connus pour leur radicalité ont déployé une banderole pendant le dernier derby Milanais auquel Maldini a participé. Les supporters lui rendirent hommage « Maldini, pendant 20 ans notre rival, pendant 20 ans toujours loyal ».
Cependant, lors de son dernier match à San Siro sous les couleurs milanaises, certains supporters ont déployé une banderole sur laquelle il était écrit « Merci capitaine ! Tu as été irréprochable sur le terrain, mais tu as manqué de respect à ceux qui t'ont adulé », faisant référence à des propos tenus à l'encontre de supporters. La raison d'une telle animosité s'explique tout d'abord lors d'un Milan-Parme de la saison 1997-1998 : les ultras de la curva sud se mettent à lancer des oranges sur le terrain pour manifester leur mécontentement. Le match est suspendu par la Fédération Italienne de Football, et Parme remporte le match par forfait. Paolo Maldini défend le club et désigne les ultras comme seuls responsables.
La saison d’après, Paolo fête le titre avec ses coéquipiers et ignore purement et simplement ces mêmes ultras. La rupture est désormais consommée. Arrive ensuite la finale de la Ligue des Champions de 2005 face à Liverpool, durant laquelle Maldini fait signe aux ultras d’arrêter de siffler et d'encourager l'équipe. Le dernier évènement date de la saison 2007/2008, lorsque les ultras sifflent les mauvais résultats de l’équipe et Maldini, le capitaine, prend ses responsabilités et réplique à leur propos : « Ils n’ont rien à voir avec le foot, il y a des motivations financières, des jeux de pouvoir. » Une telle distance avec la curva sud démarque Maldini de Baresi qui en avait fait sa tribune fétiche.
Maldini a joué son 647e (record absolu battu ensuite par Gianluigi Buffon) et dernier match de Serie A le 31 mai 2009 contre l' ACF Fiorentina. À cette occasion, le portier de la Fiorentina Sébastien Frey lui a remis une plaque commémorative en guise de témoignage respectueux de la ville de Florence, et le public du stade Artemio Franchi a déployé une série de banderoles dédiées à la gloire de Maldini malgré l'enjeu du match (qualification directe pour la Ligue des Champions). Le Milan s'impose sur le score de deux buts à zéro ce jour-là.
Comme pour son ancien coéquipier Franco Baresi et son fameux numéro 6, le numéro 3 de Paolo Maldini a été officiellement retiré des maillots attribuables aux joueurs du Milan AC.

## Caractéristique technique
Si Paolo Maldini est reconnu comme l'un des meilleurs défenseurs de l'histoire, c'est parce qu'il est sans doute le premier représentant d'un nouveau type de défenseur. Avant lui, à part Gaetano Scirea, Beckenbauer et Franco Baresi, les défenseurs étaient surtout des joueurs durs, s'occupant plus des tibias des attaquants adverses que du jeu. Mais les années 1980 changent les schémas classiques. Les attaquants deviennent de plus en plus protégés, les contacts dangereux sont sanctionnés et les fautes davantage sifflées mais surtout, les joueurs de l'arrière sont sollicités pour participer à l'animation du jeu. Maldini est le prototype de ce nouveau joueur. Sens du placement, bon jeu de passe et de relance, il préfère rester debout pour essayer de contenir l'attaquant plutôt que de tacler systématiquement. Bon dribbleur, très rapide, il jouissait d'une bonne qualité de centres (du pied droit ou du pied gauche), et animait le côté gauche milanais.
Dans les dernières années de sa carrière, malgré son âge et ses problèmes physiques récurrents notamment aux genoux, il n'a jamais vraiment perdu de son niveau. Au moment où Paolo Maldini réfléchit à prendre sa retraite, Adriano Galliani, vice-président du Milan AC, a déclaré en mai 2008 vouloir reconduire son contrat : « Je ne suis ni optimiste ni pessimiste, il est en train d'évaluer notre proposition et je crois que dans peu de jours il prendra une décision. J'espère que le capitaine acceptera et restera avec nous. »

## Reconversion

### Directeur technique de Milan AC (2019-2023)
De juin 2019 à juin 2023, Paolo Maldini est nommé directeur technique du Milan AC, succédant ainsi à Leonardo,.
Le 17 novembre 2022, il est élu directeur sportif de l'année aux côtés de son collègue milanais Frédéric Massara lors des Globe Soccer Awards 2022.
Le 6 juin 2023, le club annonce la fin de la mission de Maldini à l'AC Milan en tant que directeur technique, prenant effet à la fin de la saison 2022-2023,.

## Palmarès

### En club
| AC Milan (27) |
| --- |
| - Championnat d'Italie (7) : - Champion : 1988, 1992, 1993, 1994, 1996, 1999 et 2004 - Vice-champion : 1990, 1991 et 2005 - Coupe d'Italie (1) : - Vainqueur : 2003 - Finaliste : 1990 et 1998 - Supercoupe d'Italie (5) : - Vainqueur : 1988, 1992, 1993, 1994 et 2004 - Finaliste : 1996, 1999 et 2003 - Coupe d'Italie Primavera (1) : - Vainqueur : 1985 - Coupe intercontinentale (2) : - Vainqueur : 1989 et 1990 - Finaliste : 1993, 1994 et 2003 - Coupe du monde des clubs (1) : - Vainqueur : 2007 - Supercoupe d'Europe (5) : - Vainqueur : 1989, 1990, 1994, 2003 et 2007 - Finaliste : 1993 - Ligue des champions (5) : - Vainqueur : 1989, 1990, 1994, 2003 et 2007 - Finaliste : 1993, 1995 et 2005 |

### En équipe d'Italie
- 126 sélections et 7 buts entre le 31 mars 1988 et le 18 juin 2002, 74 fois capitaine
- Champion du monde militaire en 1987
- Participation au Championnat d'Europe des Nations en 1988 (demi finaliste), en 1996 (premier tour) et en 2000 (finaliste)
- Participation à la Coupe du Monde en 1990 (3e), en 1994 (finaliste),  1998 (1/4 de finaliste) et 2002 (1/8 de finaliste)

### Distinctions individuelles et records
- Élu 3e au Ballon d'Or en 1994 et en 2003 par France Football
- Élu Onze de Bronze en 1995 par Onze Mondial
- Élu 2e meilleur footballeur de l'année FIFA en 1995
- Élu 10e  meilleur footballeur européen sur la période 1954-2004 par l'UEFA
- Élu 21e meilleur joueur du siècle en 1999
- Élu meilleur joueur de l'année World Soccer Awards en 1994
- Élu meilleur défenseur de l'année UEFA en 2007
- Élu meilleur défenseur de Serie A en 2004
- Élu meilleur jeune joueur européen en 1989
- Membre de la Ballon d'Or Dream Team en 2020
- Reçoit le Prix "Gaetano Scirea" pour sa carrière exemplaire en 2002
- Nommé dans la Dream Team FIFA en 2002[12]
- Nommé dans l'équipe-type de la Coupe du Monde en 1990 et en 1994
- Nommé dans l'équipe-type du Championnat d'Europe des Nations en 1988, en 1996 et en 2000
- Nommé dans l'équipe-type de l'année par l'association ESM en 1995, en 1996, en 2000 et en 2003
- Nommé dans l'équipe-type de l'année UEFA en 2003 et en 2005
- Nommé dans l'équipe-type de FIFA/FIFPro World XI en 2005
- Nommé au FIFA 100 en 2004
- Reçoit l'ordre du Mérite FIFA en 2008
- Élu légende sportive en 2009 par Marca
- Prix d'honneur de l'UEFA en 2009 pour l'ensemble de sa carrière
- Nommé Chevalier de l'Ordre du Mérite de la République italienne en 1991 puis Officier en 2000
- Recordman du nombre de minutes jouées en phase finale de Coupe du Monde (2217 minutes)
- 3e joueur de l'histoire au plus grand nombre de matchs disputés en phase finale de Coupe du Monde (23 matchs)
- 2e joueur de l'histoire au plus grand nombre de matchs disputés dans le championnat d'Italie (647 matchs)
- Élu homme du match de la finale de la Ligue des Champions en 2003
- Élu 3e du Top 100 des meilleurs joueurs de l'histoire de la Ligue des Champions par  L'Équipe en 2016 [13]
- Élu 38e du Top 100 des meilleurs joueurs de l'histoire du Championnat d'Europe des Nations par L'Équipe en 2016 [14]

## Statistiques

### Générales par saison
| Saison                | Club                  | Championnat           | Championnat | Championnat | Coupe(s) nationale(s) | Coupe(s) nationale(s) | Compétition(s) continentale(s) | Compétition(s) continentale(s) | Compétition(s) continentale(s) | Supercoupe UEFA | Supercoupe UEFA | Coupe intercontinentale / Coupe du monde des clubs | Coupe intercontinentale / Coupe du monde des clubs | Total | Total |
| Saison                | Club                  | Division              | M           | B           | M                     | B                     | C                              | M                              | B                              | M               | B               | M                                                  | B                                                  | M     | B     |
| --------------------- | --------------------- | --------------------- | ----------- | ----------- | --------------------- | --------------------- | ------------------------------ | ------------------------------ | ------------------------------ | --------------- | --------------- | -------------------------------------------------- | -------------------------------------------------- | ----- | ----- |
| 1984-1985             | AC Milan              | Serie A               | 1           | 0           | -                     | -                     | -                              | -                              | -                              | -               | -               | -                                                  | -                                                  | 1     | 0     |
| 1985-1986             | AC Milan              | Serie A               | 27          | 0           | 7                     | 0                     | C3                             | 6                              | 0                              | -               | -               | -                                                  | -                                                  | 40    | 0     |
| 1986-1987             | AC Milan              | Serie A               | 29          | 1           | 8                     | 0                     | -                              | -                              | -                              | -               | -               | -                                                  | -                                                  | 37    | 1     |
| 1987-1988             | AC Milan              | Serie A               | 26          | 2           | 1                     | 0                     | C3                             | 2                              | 0                              | -               | -               | -                                                  | -                                                  | 29    | 2     |
| 1988-1989             | AC Milan              | Serie A               | 26          | 0           | 7                     | 0                     | C1                             | 7                              | 0                              | -               | -               | -                                                  | -                                                  | 40    | 0     |
| 1989-1990             | AC Milan              | Serie A               | 30          | 1           | 6                     | 0                     | C1                             | 8                              | 0                              | 2               | 0               | 1                                                  | 0                                                  | 47    | 1     |
| 1990-1991             | AC Milan              | Serie A               | 26          | 4           | 3                     | 0                     | C1                             | 4                              | 0                              | 1               | 0               | 1                                                  | 0                                                  | 35    | 4     |
| 1991-1992             | AC Milan              | Serie A               | 31          | 3           | 7                     | 1                     | -                              | -                              | -                              | -               | -               | -                                                  | -                                                  | 38    | 4     |
| 1992-1993             | AC Milan              | Serie A               | 31          | 2           | 9                     | 0                     | C1                             | 10                             | 1                              | -               | -               | -                                                  | -                                                  | 50    | 3     |
| 1993-1994             | AC Milan              | Serie A               | 30          | 1           | 3                     | 0                     | C1                             | 10                             | 1                              | 2               | 0               | 1                                                  | 0                                                  | 46    | 2     |
| 1994-1995             | AC Milan              | Serie A               | 29          | 2           | 3                     | 0                     | C1                             | 11                             | 0                              | 1               | 0               | 1                                                  | 0                                                  | 43    | 2     |
| 1995-1996             | AC Milan              | Serie A               | 30          | 3           | 3                     | 0                     | C3                             | 8                              | 0                              | -               | -               | -                                                  | -                                                  | 41    | 3     |
| 1996-1997             | AC Milan              | Serie A               | 26          | 1           | 4                     | 0                     | C1                             | 6                              | 0                              | -               | -               | -                                                  | -                                                  | 36    | 1     |
| 1997-1998             | AC Milan              | Serie A               | 30          | 0           | 7                     | 0                     | -                              | -                              | -                              | -               | -               | -                                                  | -                                                  | 37    | 0     |
| 1998-1999             | AC Milan              | Serie A               | 31          | 1           | 2                     | 0                     | -                              | -                              | -                              | -               | -               | -                                                  | -                                                  | 33    | 1     |
| 1999-2000             | AC Milan              | Serie A               | 27          | 1           | 5                     | 0                     | C1                             | 6                              | 0                              | -               | -               | -                                                  | -                                                  | 38    | 1     |
| 2000-2001             | AC Milan              | Serie A               | 31          | 1           | 4                     | 0                     | C1                             | 14                             | 0                              | -               | -               | -                                                  | -                                                  | 49    | 1     |
| 2001-2002             | AC Milan              | Serie A               | 15          | 0           | -                     | -                     | C3                             | 4                              | 0                              | -               | -               | -                                                  | -                                                  | 19    | 0     |
| 2002-2003             | AC Milan              | Serie A               | 29          | 2           | 1                     | 0                     | C1                             | 19                             | 0                              | -               | -               | -                                                  | -                                                  | 49    | 2     |
| 2003-2004             | AC Milan              | Serie A               | 30          | 0           | 1                     | 0                     | C1                             | 9                              | 0                              | 1               | 0               | 1                                                  | 0                                                  | 42    | 0     |
| 2004-2005             | AC Milan              | Serie A               | 33          | 0           | 1                     | 0                     | C1                             | 13                             | 1                              | -               | -               | -                                                  | -                                                  | 47    | 1     |
| 2005-2006             | AC Milan              | Serie A               | 14          | 2           | -                     | -                     | C1                             | 9                              | 0                              | -               | -               | -                                                  | -                                                  | 23    | 2     |
| 2006-2007             | AC Milan              | Serie A               | 18          | 1           | -                     | -                     | C1                             | 9                              | 0                              | -               | -               | -                                                  | -                                                  | 27    | 1     |
| 2007-2008             | AC Milan              | Serie A               | 17          | 1           | -                     | -                     | C1                             | 4                              | 0                              | -               | -               | 2                                                  | 0                                                  | 23    | 1     |
| 2008-2009             | AC Milan              | Serie A               | 30          | 0           | -                     | -                     | C3                             | 2                              | 0                              | -               | -               | -                                                  | -                                                  | 32    | 0     |
| Total sur la carrière | Total sur la carrière | Total sur la carrière | 647         | 29          | 82                    | 1                     | -                              | 159                            | 3                              | 7               | 0               | 7                                                  | 0                                                  | 902   | 33    |

Avec 647 rencontres, il est le deuxième joueur avec le plus de matchs en Serie A et a été dépassé par Gianluigi Buffon le 4 juillet 2020 contre le Torino Football Club (648 matchs).

### Buts internationaux
| 0     | Date | Lieu | Compétition | Résultat | Adversaire | Détail | Détail | Détail | Sél. |
| ----- | --- | --- | --- | --- | --- | --- | --- | --- | --- |
| 1er   | 20 janvier 1993 | Stade Artemio-Franchi, Florence, Italie                                                                                 | Match amical | V 2-0 | Mexique | 80e | du pied droit | 2-0 | 44e |
| 2e    | 24 mars 1993 | Stade Renzo-Barbera, Palerme, Italie                                                                                    | Éliminatoires Coupe du monde 1994                                                                                       | V 6-1 | Malte | 72e | du pied droit | 5-1 | 46e |
| 3e    | 11 novembre 1995 | Stade San Nicola, Bari, Italie                                                                                          | Éliminatoires Euro 1996                                                                                                 | V 3-1 | Ukraine | 53e | du pied droit | 3-1 | 66e |
| 4e    | 29 mars 1997 | Stade Nereo-Rocco, Trieste, Italie                                                                                      | Éliminatoires Coupe du monde 1998                                                                                       | V 3-0 | Moldavie | 24e | du pied gauche | 1-0 | 77e |
| 5e    | 30 avril 1997 | Stade San Paolo, Naples, Italie                                                                                         | Éliminatoires Coupe du monde 1998                                                                                       | V 3-0 | Pologne | 38e | du pied gauche | 2-0 | 79e |
| 6e    | 22 avril 1998 | Stade Ennio-Tardini, Parme, Italie                                                                                      | Match amical | V 3-1 | Paraguay | 5e | de la tête | 1-0 | 87e |
| 7e    | 5 juin 1999 | Stade Renato-Dall'Ara, Bologne, Italie                                                                                  | Éliminatoires Euro 2000                                                                                                 | V 4-0 | Pays de Galles | 39e | du pied droit | 3-0 | 101e |
| Total | 7 buts (4 du pied droit, 2 du pied gauche et 1 de la tête), en 126 sélections entre le 31 mars 1988 et le 18 juin 2002. | 7 buts (4 du pied droit, 2 du pied gauche et 1 de la tête), en 126 sélections entre le 31 mars 1988 et le 18 juin 2002. | 7 buts (4 du pied droit, 2 du pied gauche et 1 de la tête), en 126 sélections entre le 31 mars 1988 et le 18 juin 2002. | 7 buts (4 du pied droit, 2 du pied gauche et 1 de la tête), en 126 sélections entre le 31 mars 1988 et le 18 juin 2002. | 7 buts (4 du pied droit, 2 du pied gauche et 1 de la tête), en 126 sélections entre le 31 mars 1988 et le 18 juin 2002. | 7 buts (4 du pied droit, 2 du pied gauche et 1 de la tête), en 126 sélections entre le 31 mars 1988 et le 18 juin 2002. | 7 buts (4 du pied droit, 2 du pied gauche et 1 de la tête), en 126 sélections entre le 31 mars 1988 et le 18 juin 2002. | 7 buts (4 du pied droit, 2 du pied gauche et 1 de la tête), en 126 sélections entre le 31 mars 1988 et le 18 juin 2002. | 7 buts (4 du pied droit, 2 du pied gauche et 1 de la tête), en 126 sélections entre le 31 mars 1988 et le 18 juin 2002. |

## Vie personnelle
Il est marié à l'ancienne mannequin vénézuélienne Adriana Fossa depuis le 14 décembre 1994. Ils ont deux enfants : Christian, né le 14 juin 1996 et Daniel, le 11 octobre 2001. Daniel devient footballeur professionnel et joue pour la première fois en première division avec le Milan AC en février 2020.
La famille Maldini est la seule, avec les familles Sanchís et Busquets, dont le père et le fils ont réussi à gagner la Ligue des champions. La famille Maldini a cependant la particularité d'être l'unique ayant eu le père et le fils victorieux de la Ligue des champions avec le brassard de capitaine (Cesare en 1963 et Paolo en 2003 et 2007).
L'AC Milan a retiré le numéro 3 du club, et seuls les fils de Paolo pourront porter ce numéro.

## Hommage
Le 7 mai 2015, en présence du président du Comité national olympique italien (CONI), Giovanni Malagò, a été inauguré  le Walk of Fame du sport italien dans le parc olympique du Foro Italico de Rome, le long de Viale delle Olimpiadi. 100 tuiles rapportent chronologiquement les noms des athlètes les plus représentatifs de l'histoire du sport italien. Sur chaque tuile figure le nom du sportif, le sport dans lequel il s'est distingué et le symbole du CONI. L'une de ces tuiles lui est dédiée .